# اچ‌ام‌اس لوکست (تی۲۸)
اچ‌ام‌اس لوکست (تی۲۸) (به انگلیسی: HMS Locust (T28)) یک کشتی بود که طول آن ۱۹۷ فوت (۶۰ متر) بود. این کشتی در سال ۱۹۳۹ ساخته شد.